# Franz-Bunke-Weg 10 (Weimar)

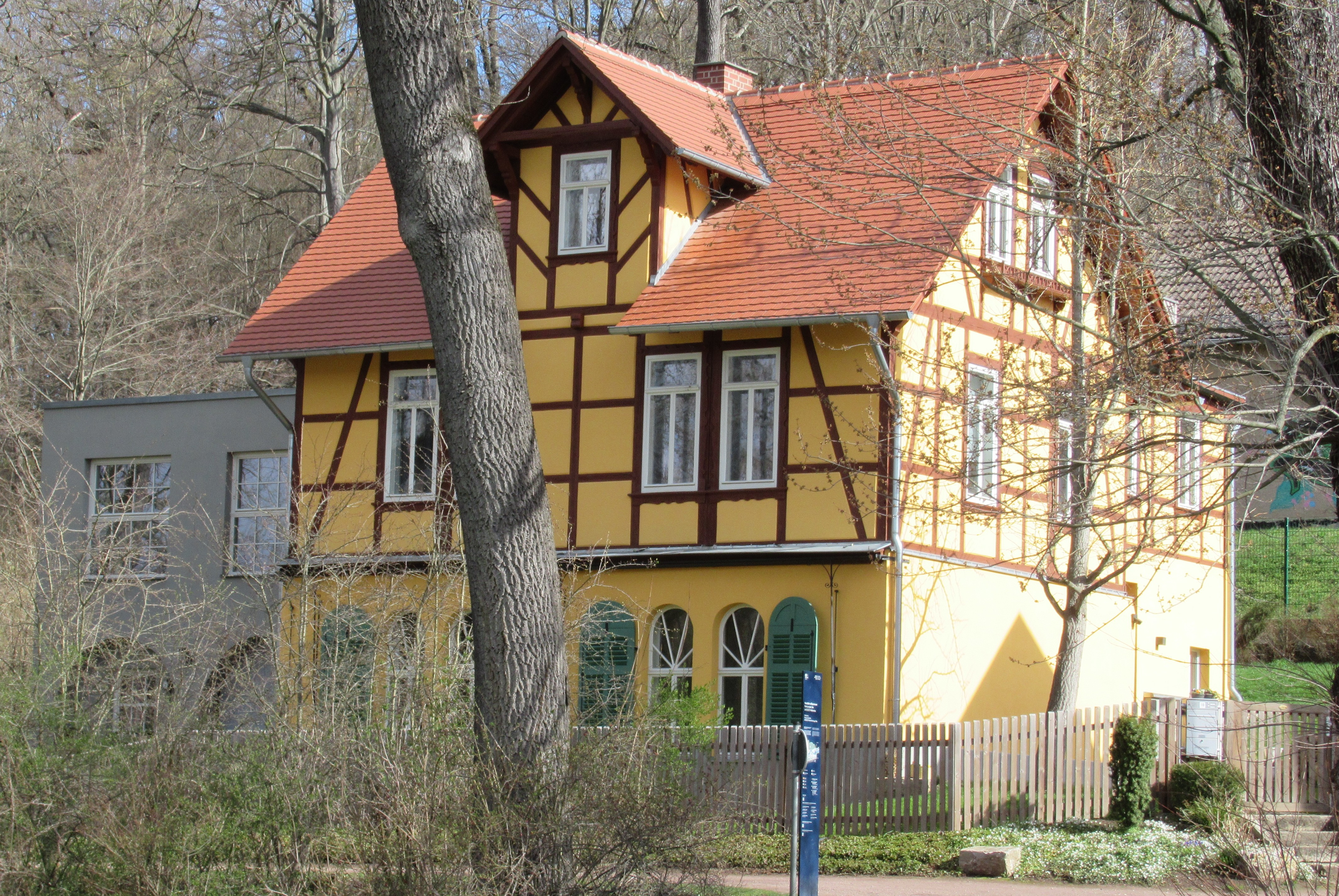
Franz-Bunke-Weg 10

Das Haus Franz-Bunke-Weg 10 ist das einzige Gebäude einer Nebenstraße nahe dem Corona-Schröter-Weg in Oberweimar, das auf der Liste der Kulturdenkmale in Weimar (Ortsteile) und auf der Liste der Kulturdenkmale in Oberweimar (Thüringen) steht. Die früher Unterm Berggarten heißende Straße wurde 1938 umbenannt nach dem Landschaftsmaler Franz Bunke (1857–1939), der als Professor an der Weimarer Malerschule lehrte. Bunke war Eigentümer des Hauses Unterm Berggarten 4. Der Franz-Bunke-Weg endet an der Hohlen Gasse.
Das Gebäude ist gut vom Ilmpark aus zu sehen. Das Gebäude im Landhausstil ist seit mehreren Generationen im Besitz derselben Familie. Es wurde außer zu Wohnzwecken als Kaffeehaus genutzt. Das Fachwerkhaus ist dem Landhausstil zuzuordnen, der um 1900 unter den einfachen Villenbauten sehr beliebt war. Als eines der ersten Beispiele städtisch geprägter Architektur in den Umlandgemeinden Weimars wurde es unter Denkmalschutz gestellt.
Ab 1922 wurde im Erdgeschoss eine Konditorei betrieben und bedeutend später durch ein zweigeschossiges Nebengebäude erweitert. Dieses – Goethe-Café genannte – Kaffeehaus bestand bis in die 1950er Jahre.
Die nach Westen orientierte Fassade wird im Erdgeschoss durch vier hohe schlanke Rundbogenfenster mit radial gesprossten Oberlichtern und Klappläden und zweifach verriegeltem Fachwerk mit mittig aufgesetztem Zwerchhaus im Obergeschoss geprägt. Ein solches ist auch auf der gegenüberliegenden Seite, jedoch nicht mittig. Im Jahre 2015 wurde es denkmalgerecht saniert.